# Hångers kyrka

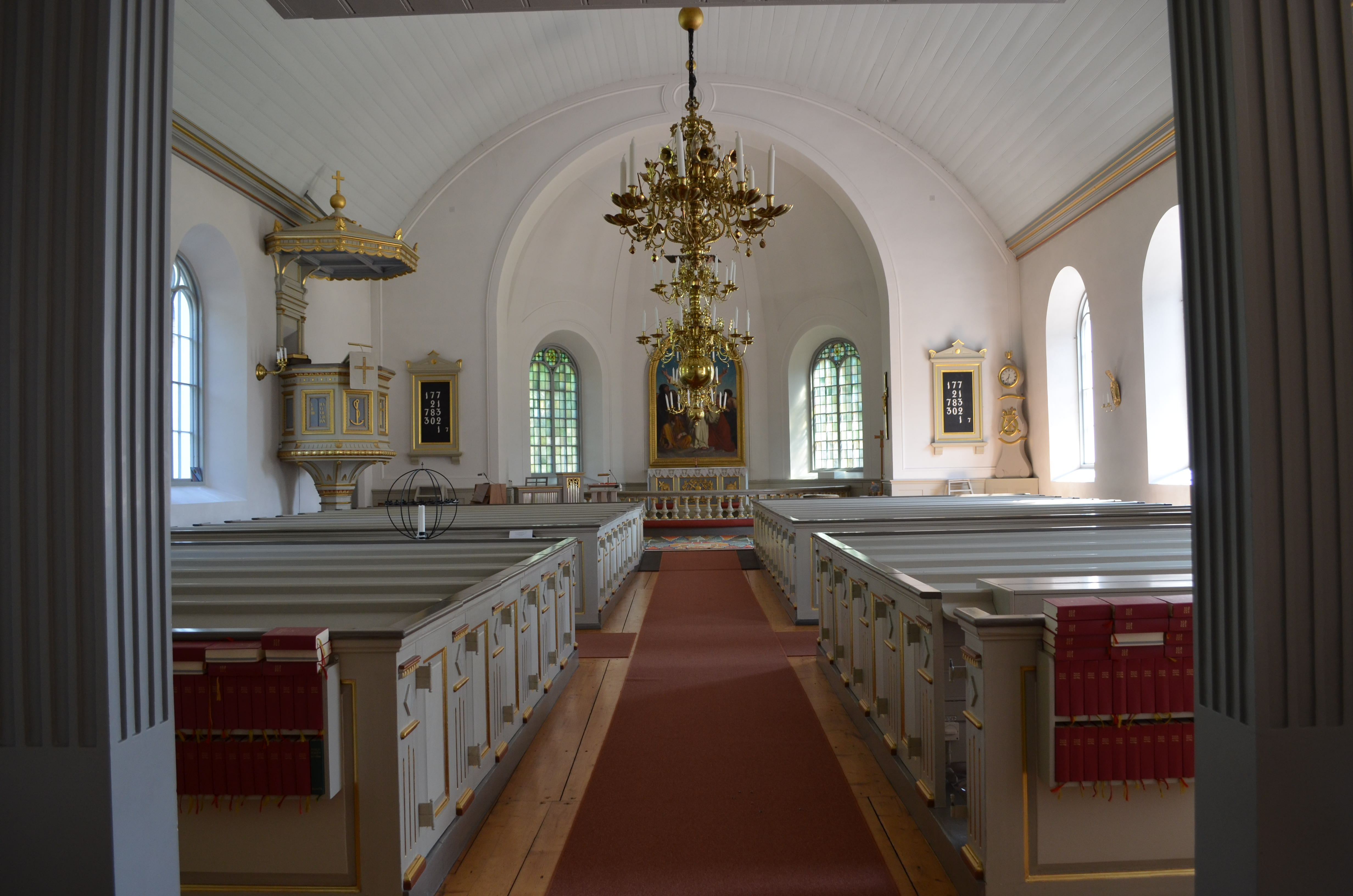
Hångers kyrkas kykosal

 Hångers kyrka en kyrkobyggnad som tillhör Forshedabygdens församling i Växjö stift. Kyrkan ligger i samhället Hånger i Värnamo kommun. 

## Kyrkobyggnaden
Det anses troligt att den allra första kyrkan i Hånger var en stavkyrka uppförd vid början av 1100-talet. När den gamla träkyrkan från 1300-talet revs 1882 gjordes fynd i form av väggplankor av kluvna ekstockar prydda med inristade repornament från en byggnad i stavteknik.
När frågan väcktes om uppförande av en ny kyrka under 1800-talet uppkom samtidigt planer på en ny kyrkplats. Frågan om platsen för den nya kyrkan fördröjde nybygget i flera årtionden innan man slutligen kom överens. I grannsocknen Kärda hade ritningar gjorts upp till en ny kyrka av arkitekt Johan Fredrik Åbom. Dessa lånades och man tilltalades av förslaget borsett från att kyrkan skulle byggas något mindre.Nya ritningar beställdes som ritades av Emil Langlet vid Överintendentsämbetet.1881 påbörjades byggnadsarbetet under ledning av byggmästare A. Larsson från Slätteryd. Redan under hösten samma år kunde kyrkan tas i bruk.
Kyrkan som är uppförd i sten präglas i likhet med Kärda kyrka av historicistisk blandstil  med särskild prägel av nyromansk arkitektur. Den består av ett rektangulärt långhus med en utbyggnad med ingång på södra sidan. Koret  i öster är rundformat. Sakristian är belägen nära koret på norra sidan. Tornet i väster med huvudingång en är försett med dubbla ljudöppningar på vardera sida och avslutas med en hög spira krönt av ett kors.
I tornet hänger tre klockor. Den äldsta är från 1400-talet och ett arbete av munkarna vid Nydala kloster. Storklockan är gjuten 1607. Den tredje klockan har skänkts till kyrkan 1969.

## Inventarier
- Altartavla utförd av kyrkomålaren Ludvig Frid 1882. Det är en kopia av Carl Blochs berömda altartavla i Hörups kyrka med motiv: ” Kristus tröstaren.
- Altarring med svarvade balusterdockor.
- Predikstol som är sexsidig med uppgång från sakristian och försedd med ljudtak.
- Dopfunt av sandsten daterad till 1100-talets andra hälft och är ett verk av Njudungsgruppen.
- Bänkinredning med dörrar mot mittgången.
- Orgelläktare från kyrkans byggnadstid.

## Orgel
1882 byggde orgelbyggaren Carl Elfström, Ljungby en orgel med fasad ritad av arkitekt F G A Dahl vid Överintendentsämbetet (denne har även ritat altarringen, predikstolen och orgelläktaren. Orgeln är mekanisk.
| Huvudverk I          | Svällverk II      | Pedal      | Koppel |
| Borduna 16’          | Gedackt 8’        | Bihängd HV | II/I   |
| Principal 8’         | Vox retusa 8'     |            | I 4'/I |
| Fleute Harmonique 8’ | Salicional 8’     |            |        |
| Rörflöjt 8’          | Flöjt 4'          |            |        |
| Gamba 8'             | Crescendosvällare |            |        |
| Oktava 4'            |                   |            |        |
| Qvinta 3'            |                   |            |        |
| Octava 2'            |                   |            |        |
| Kornett 4 chor       |                   |            |        |
| Trumpet 8'           |                   |            |        |